# Île des Gords
L'Île des Gords est une île fluviale française de la Marne située sur le territoire communal de Champigny-sur-Marne (Val-de-Marne).